# Черновицкий областной театр кукол
Черновицкий академический областной театр кукол (укр. Чернівецький академічний обласний театр ляльок) — областной театр кукол, основан в 1980 году.

## История
Черновицкий академический областной театр кукол создан 15 августа 1980 года. Первый директор — Н.П. Забродин. Первый режиссёр — А. Янкелевич.
С 1997 года по сегодняшний день директором театра является — заслуженный работник культуры Украины Орест Василашко.
С 1997 по 2012 года художественное руководство театром осуществлял заслуженный деятель искусств Украины Руслан Неупокоев.
Театр неоднократный участник международных и украинских фестивалей театров кукол в городах: Ботошаны (Румыния), Львов, Ивано-Франковск, Ужгород, Винница, Запорожье (Украина).
В 2009 году на львовском фестивале «Золотой телесик» театр получил премию «Галицкая Мельпомена» за спектакль по пьесе Р. Неупокоева и С. Новицкой «Повелитель снов» (режиссёр — Р. Неупокоев, художник — В. Выходцевский, композитор — Е. Столяр).
В 2012 году на запорожском фестивале «Лялькова веселка» за спектакль «Доктор Айболит» театр получил наибольшее количество призов, в том числе: за лучшую режиссуру (Р.Неупокоев), за лучшую сценографию (В.Задорожняя), за лучшую мужскую роль (Т.Козловский), за лучшую роль второго плана (И. Бутняк)